# Мельник, Ярослав Игоревич
Яросла́в И́горевич Ме́льник (укр. Ярослав Ігорович Мельник; 12 октября 1991, Киев) — украинский военнослужащий, майор, участник российско-украинской войны. Герой Украины (2022).   

## Биография
Родился 12 октября 1991 года в Киеве. Окончил Харьковский университет Воздушных Сил имени Ивана Кожедуба. Служит в 11-м зенитном ракетном полку Воздушных сил Украины.
С началом полномасштабного вторжения России в Украину в 2022 году под его командованием зенитная ракетная батарея «Бук-М1» успешно выполняла боевые задачи. Батарея несла боевое дежурство в Херсонской области, затем переместилась в Новую Каховку, а позже — в Запорожье. 26 февраля 2022 года сбила первый российский вертолёт Ми-17. В марте была переброшена в район Изюма Харьковской области, где продолжала эффективно уничтожать воздушные цели противника.
Всего под его командованием было уничтожено 28 целей: 11 боевых самолётов различных типов, 2 вертолёта, 2 крылатые ракеты и 13 беспилотников. Эти действия значительно ослабили авиационную активность противника в регионе. В одном из боёв, несмотря на повреждение самоходной огневой установки, Мельник смог эвакуировать технику и вернуть её в строй.

## Награды
- Звание «Герой Украины» с удостоением ордена «Золотая Звезда» (5 августа 2022) — за личное мужество и героизм, проявленные в защите государственного суверенитета и территориальной целостности Украины, верность военной присяге[1].
- Орден «За мужество» III степени (5 апреля 2022) — за личное мужество и самоотверженные действия, проявленные в защите государственного суверенитета и территориальной целостности Украины, верность военной присяге[2].
- Орден Данилы Галицкого (28 февраля 2022) — за личное мужество и самоотверженные действия, проявленные в защите государственного суверенитета и территориальной целостности Украины, верность военной присяге[3].